# Resolució 1664 del Consell de Seguretat de les Nacions Unides
La Resolució 1664 del Consell de Seguretat de les Nacions Unides fou adoptada per unanimitat el 29 de març de 2006. Després de recordar les resolucions 1595 (2005), 1636 (2005) i 1644 (2005) el Consell va demanar al Secretari General Kofi Annan que consultés amb el govern del Líban sobre l'establiment d'un tribunal internacional per jutjar els responsables de l'assassinat del primer ministre Rafik Hariri i uns altres 22 al febrer de 2005.
L'aprovació de la resolució 1664 va marcar el compromís del Consell d'establir el primer tribunal per jutjar un delicte etiquetat com a "terrorisme" per part de les Nacions Unides.

## Resolució

### Observacions
En el preàmbul de la resolució, el Consell era conscient de les demandes del poble libanès que els responsables de la matança es presentessin davant la justícia i el govern libanès havia demanat la creació d'un tribunal internacional per jutjar els responsables. El Consell de Seguretat va expressar la seva voluntat de seguir prestant assistència al Líban en la recerca dels responsables de l'atac.

### Actes
En demanar al secretari general i al govern libanès consultar un tribunal internacional, els membres del Consell van reconèixer que l'adopció d'un marc jurídic per al tribunal no perjudicaria la incorporació dels seus components ni predeterminaria el calendari de l'inici de les seves operacions. Es va demanar al Secretari General que informés sobre el progrés de les negociacions, incloses les opcions de finançament.